# Dasyhelea unbedarfti
Dasyhelea unbedarfti är en tvåvingeart som beskrevs av Havelka 1978. Dasyhelea unbedarfti ingår i släktet Dasyhelea och familjen svidknott. Inga underarter finns listade i Catalogue of Life.